# Рихтер, Андрей Георгиевич
Андрей Георгиевич Рихтер (р. 3 апреля 1959, Харьков, Украина) — профессор-исследователь университета имени Коменского в Братиславе , гражданин Австрии, проживает в Вене.

## Биография
Родился в 1959 году в Харькове. В 1981 году окончил факультет иностранных языков Харьковского государственного университета, в 1991 году — аспирантуру факультета журналистики Московского государственного университета имени М. В. Ломоносова, а в 2000 году — Российскую академию государственной службы по специальности «юриспруденция».
В 2011-22 гг. - старший советник, директор Бюро Представителя по вопросам свободы СМИ ОБСЕ, ранее - заведующий кафедрой истории и правового регулирования отечественных СМИ факультета журналистики Московского государственного университета имени М. В. Ломоносова (1991—2015 гг.), профессор, читал лекционный курс «Правовые основы журналистики», вёл занятия по курсу «История зарубежной журналистики». .
Профессор в Словакии, имеет учёную степень доктора филологических наук. Имеет более 250 научных публикаций, в том числе учебник «Правовые основы журналистики» (Москва, 2002, 2009, 2016), хрестоматию (2004, 2011) и программу (2010) по этому же учебному курсу. Автор учебника «Правовые основы Интернет-журналистики» (2014)  и программы для соответствующего курса.
Специалист по вопросам свободы массовой информации, международному регулированию пропаганды и дезинформации, российскому и зарубежному праву СМИ, в том числе постсоветских государств, международной журналистики. Автор книги «Свобода массовой информации в постсоветском пространстве» (Москва, 2007), "Пропаганда и свобода СМИ" (Вена, 2015) и др.
В 1995—2011 годах — основатель и директор Института проблем информационного права  и редактор ежемесячного журнала «Законодательство и практика масс-медиа» (Москва). Рихтер А. Г. — член Международной комиссии юристов (ICJ, Женева) (2000—2013), сопредседатель секции права и член Международного совета Международной ассоциации исследователей массовых коммуникаций (IAMCR) (1996—2010).